# ديفيد وارن جيبسون
ديفيد وارن جيبسون (بالإنجليزية: David Warren Gibson)‏ هو مصمم رقص ورسام أمريكي، ولد في 31 ديسمبر 1952 في رويال أوك في الولايات المتحدة.

## وصلات خارجية
- ديفيد وارن جيبسون على موقع IMDb (الإنجليزية)
- ديفيد وارن جيبسون على موقع قاعدة بيانات الفيلم (الإنجليزية)